# Norgesmesterskapet 1904
La Norgesmesterskapet 1904 di calcio fu la 3ª edizione del torneo. Terminò il 4 settembre 1904, con la vittoria dell'Odd sul Porsgrunds per 4-0. Fu il secondo titolo nella storia del club, che giunse consecutivamente al primo.

## Risultati

### Semifinale
| Squadra 1   | Risultato | Squadra 2   |
| ----------- | --------- | ----------- |
| Odd         | 3 – 0     | Larvik Turn |
| Fredrikstad | 0 – 5     | Porsgrunds  |

### Finale
| Arbitro: | Wiborg |

|                                            |           |  |
| Pettersen 10’ Gasmann ?’, 30’ Gundersen ?’ | Marcatori |  |

#### Formazioni
| Odd (2-3-5) |  |                    |
|             |  |                    |
| POR         |  | Andrew Johnsen     |
| DIF         |  | Guttorm Hol        |
| DIF         |  | Erling Jensen      |
| CEN         |  | Bernhard Halvorsen |
| CEN         |  | Fridtjof Nilsen    |
| CEN         |  | Gustav Isaksen     |
| ATT         |  | Petter Hol         |
| ATT         |  | Harbo Madsen       |
| ATT         |  | Øivind Gundersen   |
| ATT         |  | Berthold Pettersen |
| ATT         |  | Daniel Gasman      |

| Porsgrunds (2-3-5) |  |                  |
|                    |  |                  |
| POR                |  | Isak Henrichsen  |
| DIF                |  | Hans Sørli       |
| DIF                |  | Isak Isaksen     |
| CEN                |  | Karl Andresen    |
| CEN                |  | Andreas Hansen   |
| CEN                |  | Johan Henriksen  |
| ATT                |  | Finn Jeremiassen |
| ATT                |  | Christian Dick   |
| ATT                |  | C.M. Carlsrud    |
| ATT                |  | Waldemar Lassen  |
| ATT                |  | Ernst Hansen     |